# Jungermannia flagellata
Jungermannia flagellata là một loài Rêu trong họ Jungermanniaceae. Loài này được (S. Hatt.) Amak. mô tả khoa học đầu tiên năm 1960.